# Paul Deneau Trophy
Paul Deneau Trophy byla hokejová trofej udělovaná každoročně nejslušnějšímu hráči ligy World Hockey Association. Trofej byla pojmenována po Paula Deneauovi, zakladatel Dayton Aeros (později Houston Aeros). Pouze Dave Keon získal tuto trofej dvakrát.

## Držitelé Paul Deneau Trophy
| Rok       | Jméno             | Tým                       |
| --------- | ----------------- | ------------------------- |
| 1978/1979 | Kent Nilsson      | Winnipeg Jets             |
| 1977/1978 | Dave Keon         | New England Whalers       |
| 1976/1977 | Dave Keon         | New England Whalers       |
| 1975/1976 | Václav Nedomanský | Toronto Toros             |
| 1974/1975 | Mike Rogers       | Edmonton Oilers           |
| 1973/1974 | Ralph Backstrom   | Chicago Cougars           |
| 1972/1973 | Ted Hampson       | Minnesota Fighting Saints |